# Abdulaziz Al-Sulaiti
Abdulaziz Al-Sulaiti (ur. 11 czerwca 1988) – katarski piłkarz występujący na pozycji pomocnika w drużynie Al-Arabi.

## Kariera piłkarska
Abdulaziz Al-Sulaiti od początku kariery gra w klubie Al-Arabi, który występuje w rozgrywkach Qatar Stars League. W 2010 zadebiutował w reprezentacji Kataru. W 2011 został powołany do kadry na Puchar Azji rozgrywany właśnie w Katarze. Jego drużyna wyszła z grupy, zajmując 2. miejsce, jednak odpadła w ćwierćfinale z późniejszym mistrzem – Japonią.